# Vagn Walfrid Ekman
Vagn Walfrid Ekman (3. května 1874 Stockholm – 9. března 1954) byl švédský oceánograf.

## Životopis
Narodil se ve Stockholmu v rodině F. L. Ekmana, o oceánografii se začal zajímat až při studiu fyziky na Univerzitě v Uppsale a konkrétně při přednáškách Vilhelma Bjerknese přednášejícím dynamiku kapalin.
Během expedice na lodi Fram pozoroval Fridtjof Nansen, že se ledové kry nepohybují ve směru převládajícího větru, ale odchylují se v úhlu 20 až 40 stupňů vpravo. Bjerknes pozval Ekmana, stále ještě studenta, aby pomohl odhalit podstatu tohoto jevu, a v roce 1905 Ekman zveřejnil svou teorii, která vysvětlovala popsaný jev – grafické vyjádření tvoří Ekmanovu spirálu.
Po dokončení doktorátu v Uppsale v roce 1902 nastoupil Ekman do Mezinárodní laboratoře oceánického výzkumu (Det internasjonale havforskningslaboratorium) v Oslo, kde pracoval sedm let, nevěnoval se jen teoretickým pracím, ale rozvíjel i experimentální techniky a praktické vybavení.
Od roku 1910 do 1939 pokračoval se svými teoretickými a experimentálními pracemi na Univerzitě v Lundu, kde byl profesorem mechaniky a matematické fyziky. V roce 1935 byl zvolen členem Královské švédské akademie věd.
Ekman byl talentovaný a nadšený basový zpěvák, pianista a skladatel, neustále pracoval až do svého úmrtí v Gostad, poblíž Stockaryd ve Švédsku.

## Ocenění
V roce 1928 byl oceněn medailí Alexander Agassiz Medal za přínos oceánografii.